# Саломон, Готтольд
Готтольд Саломон урождённый Шломо Салман бен Липпманн ха-Леви; (1 ноября 1784, Зандерслебен, Саксония-Анхальт — 17 ноября 1862, Гамбург, Германский союз) – немецко-еврейский учёный, раввин, критик и переводчик  Библии.
Следуя за работой М. Мендельсона, Саломон был первым евреем, переведшим весь Ветхий Завет на верхненемецкий язык под названием Deutsche Volks- und Schulbibel für Israelite (1837).  Служил проповедником в Гамбургском храме.

## Избранные труды
- «Licht und Wahrheit» (Липск, 1813),
- «Selimas Stunde der Weihe» (1816),
- «Der Charakter des Judenthums» (2 изд., Дессау, 1817),
- «Die acht Abschnitte des Maimonides» (1819),
- «Parabeln» (2 изд., Дрезден, 1826),
- «Predigten» (1826),
- «Festpredigten» (1829),
- « aus Osten» (1845).